# Dumont (kommun)
Dumont är en kommun i Brasilien.   Den ligger i delstaten São Paulo, i den sydöstra delen av landet, 600 km söder om huvudstaden Brasília. Antalet invånare är 8 143. Arean är 111 kvadratkilometer.
Terrängen i Dumont är huvudsakligen platt, men västerut är den kuperad.
Omgivningarna runt Dumont är en mosaik av jordbruksmark och naturlig växtlighet. Runt Dumont är det tätbefolkat, med 427 invånare per kvadratkilometer.